# William Wallace Campbell
William Wallace Campbell (Contea di Hancock, 11 aprile 1862 – San Francisco, 14 giugno 1938) è stato un astronomo statunitense, direttore del Lick Observatory dal 1900 al 1930.
Pioniere nella spettroscopia astronomica, ha catalogato le velocità radiali delle stelle.
Ha scoperto la stella che porta il suo nome nel 1893.
Gli è stato dedicato l'asteroide 2751 Campbell.

## Onorificenze
- Henry Draper Medal (1906)
- Gold Medal of the Royal Astronomical Society (1906)
- Bruce Medal (1915)